# منطقة الحزام الناري

طوق النار.

طوق النار هي منطقة سواحل المحيط الهادي وجزرها حيث تنشط الزلازل والبراكين. وأعنف الزلازل وقعت في هذا  الحزام  أو بالقرب منه ، مثل :زلزال تشيلي العظيم أعنف الزلازل على الإطلاق وزلزال ألاسكا وزلزال اليابان الكبير وزلزال كامشاتكا وزلزال تشيلي 2010, و ثوران جبل سانت هيلين سنة 1980 ، كما يضم هذا الحزام  452 بركانا وهو معقل 75% من البراكين النشطة في العالم.

## طوق النار

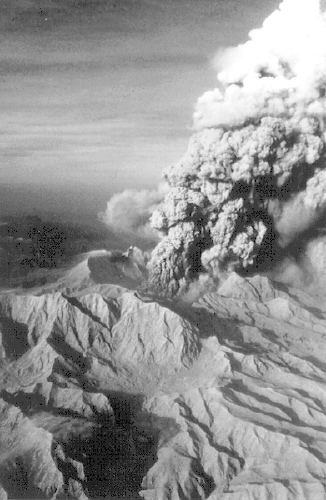
جبل بيناتوبو.

| - خندق بوسيجور و رصيف ماكواري - بركان تاوبو - جزر كيرماديك - جزر تونجا - فيجي - جزر بوغانفيل وجزر سليمان - قوس نيو هبريد - بركان بسمارك - جزر تانمبار وجزر كاي - جزر ليسير - قوس سوندا - جزر أندامان وجزر نيكوبار - قوس ايزو بونين ماريانا - جزر ماريانا - جزر بونين - جزر ايزو - لوزون - تايوان - جزر ريوكيو - اليابان | - جزر كوريل - شبه جزيرة كامتشاتكا - جزر ألوشيان - نطاق ألوشيان - كورديليرا الأمريكية - غرب ألاسكا - مقاطعة شمال كورديليرا البركانية - تتالي القوس البركاني و صدع ريو الكبير - غرب كالفورنيا - الحزام البركاني عبر المكسيكي - قوس أمريكا الوسطى البركاني - أنديز - طوق براكين الشمال - طوق براكين الوسط - طوق براكين الجنوب - قوس سكوتيا - جزر الشطائر الجنوبية - أنتاركتيكا - شبه جزيرة أنتاركتيكا - أرض فكتوريا |